# 臺南聖恩佛祖會
臺南聖恩佛祖會位於臺南市東區 ，主祀觀世音菩薩，創於民國77年(1988年)，是一所宗教慈善機構。
2012年1月15日舉行安座落成典禮，並於2013年舉行建醮大典。該會會長盧友禮及其堂弟臺南市議員盧崑福等人參與。

## 沿革
該會成立之前，因緣於該會副會長陳壽源先生的祖先，由浙江南海普陀山奉請觀世音菩薩於福建祖家恭奉，後因開台聖王鄭成功揮軍攻台，陳家祖先隨著開台聖王移居臺灣臺南，幾百年來，觀世音菩薩一直護佑著陳家祖孫。西元1988年，觀世音菩薩應時廣披眾生，盧友禮先生受其恩澤浩海，遂在菩薩指引下成立聖恩佛祖會，並擔任會長。觀世音菩薩降示:聖者，大也；恩者，恩澤也；取聖恩為名，鼓勵信眾積極投入公益活動。
從此，舉凡鋪路、贈送醫療巡迴車、急難救助、贊助學童營養午餐、助學金、認養家扶兒童、救災…等等，皆有聖恩佛祖會參與的足跡。觀世音菩薩神威顯赫，受惠者眾，信徒日益漸多，佛祖會日益壯大，原本暫設陳家的會所已不敷使用，盧會長於是提議興建新會館，在觀世音菩薩的首肯下，盧會長買下現址土地捐出以供使用，並負責硬體結構的費用軟體部分則由眾會員合力認捐，歷經五個月興建完成，並於2012年1月15日，完成入火安座大典。

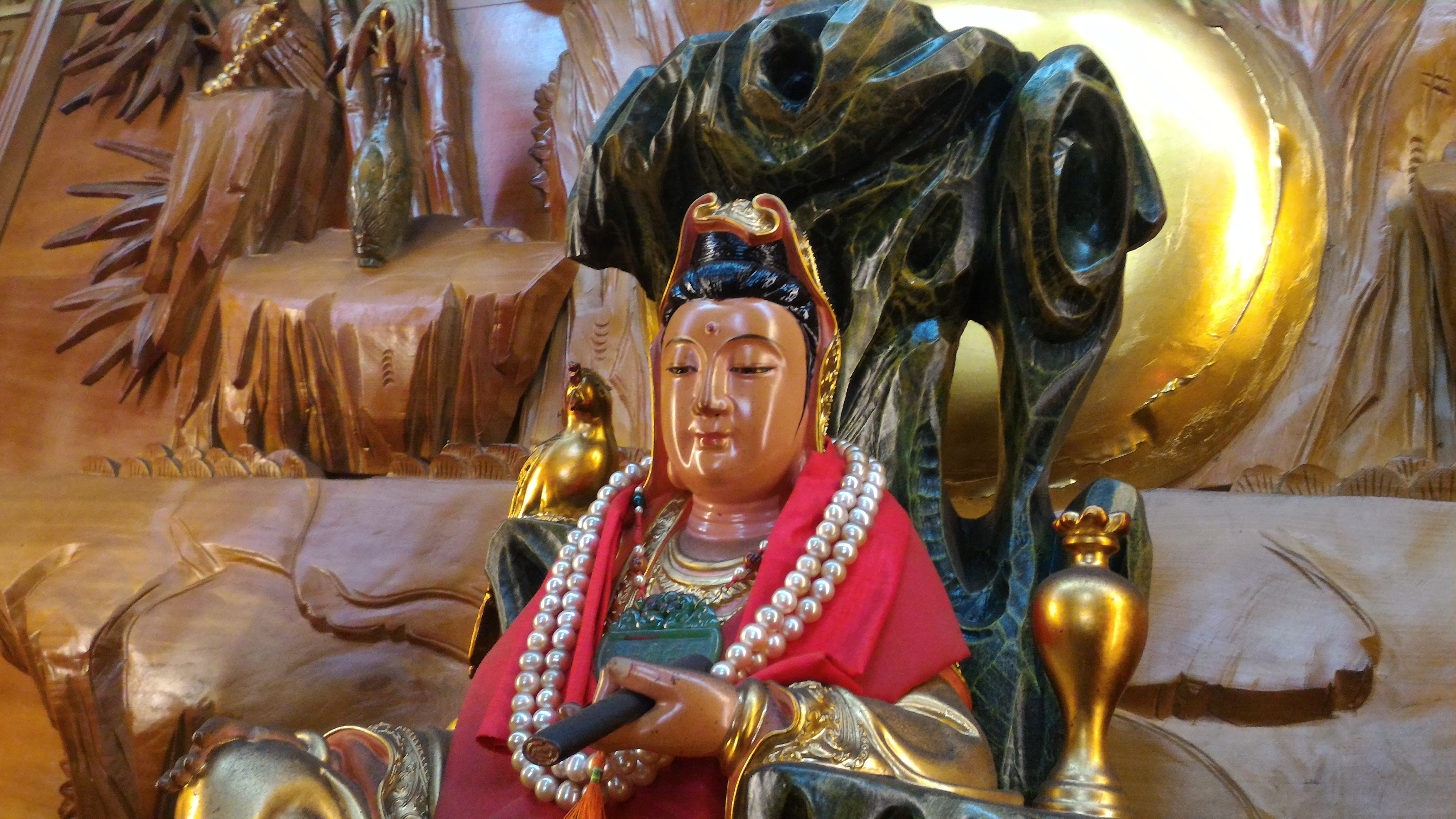
台南聖恩佛祖會 觀世音菩薩

## 奉祀神祇
主祀：觀世音菩薩
同祀：天上聖母、金善財童子

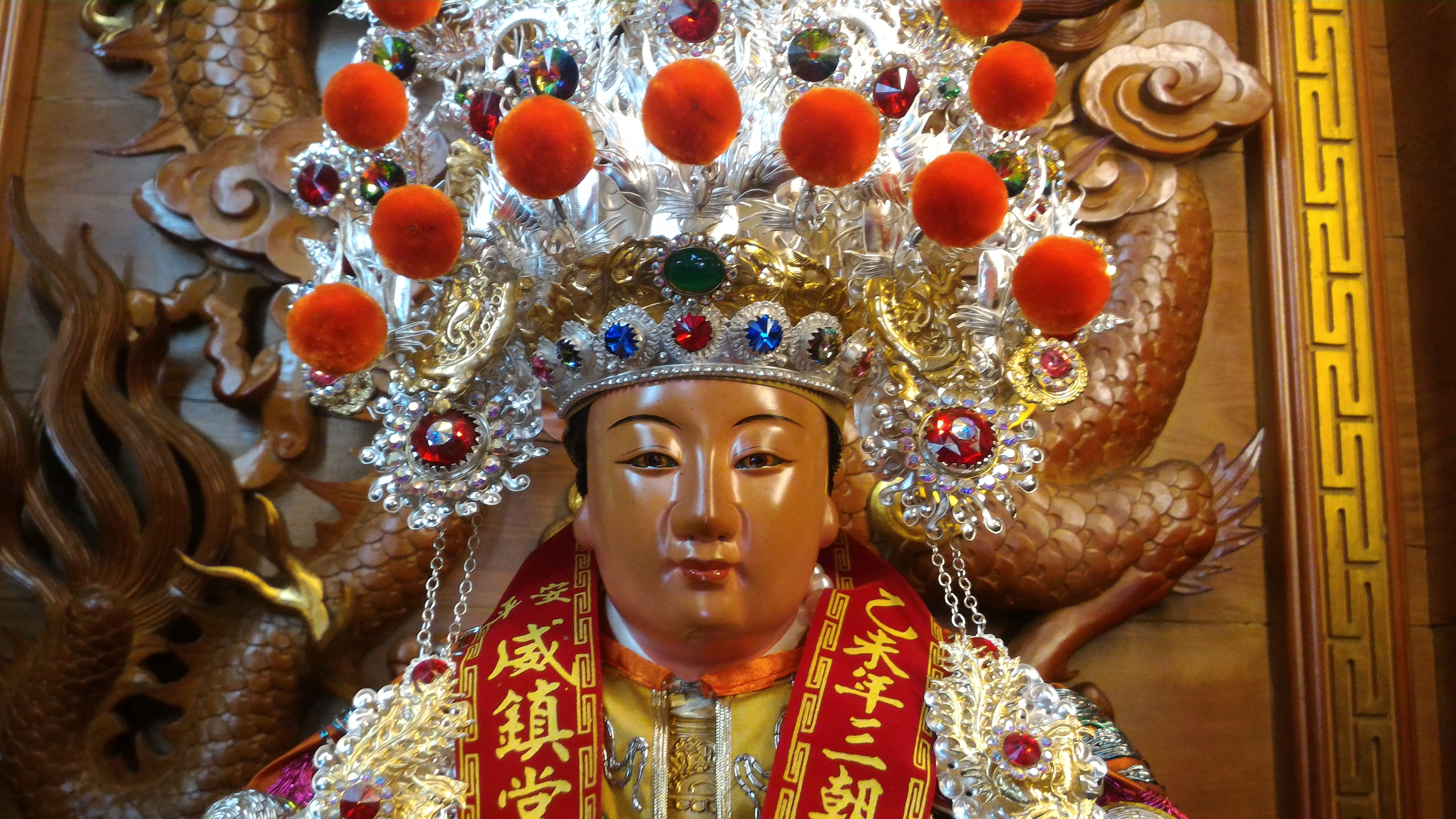
臺南聖恩佛祖會 順天聖母

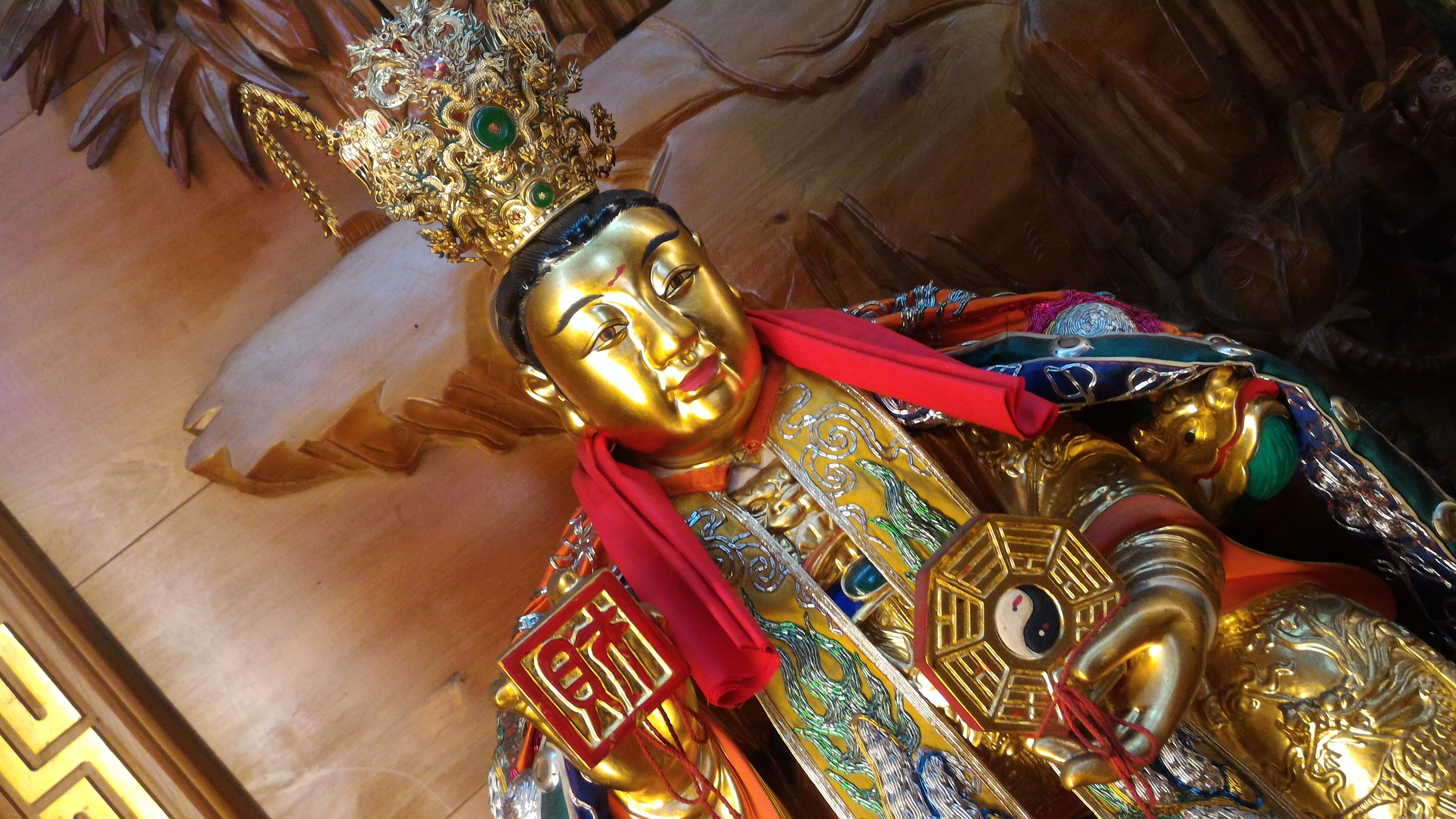
臺南聖恩佛祖會 金善財童子

陪祀：順天聖母、福德正神、太子元帥、月老星君、飛虎將軍…等。

## 外部連結
- 聖恩佛祖會fb官方粉絲團 （页面存档备份，存于）
- 台南聖恩佛祖會【觀音佛祖】入火安座大典 HD 16:9 （页面存档备份，存于）
- 台南聖恩佛祖會恭迎福州陳靖姑故居順天聖母金身赴臺巡安---精華版 （页面存档备份，存于）
- 2013 癸已年台南聖恩佛祖會慶成祈安三朝大典系列---建醮 （页面存档备份，存于）